# Джон Кармак
 Джон Д. Кармак II  (англ. John D. Carmack II; нар. 20 серпня 1970) — американський програміст. У 1991 році Кармак став одним із засновників компанії id Software, яка прославилася розробкою основних ігор у жанрі FPS — Wolfenstein 3D, Doom, Quake (включаючи продовження DOOM і Quake), — провідним програмістом яких був Кармак. Його революційні методи програмування[джерело?] та унікальні дизайнерські рішення Джона Ромеро сприяли величезній популярності цього жанру в 1990-х.

## Біографія
Кармак виріс у штаті Канзас і з ранніх років цікавився комп'ютерними технологіями. Протягом двох семестрів вчився в університеті Міссурі (Канзас-Сіті), після чого почав кар'єру незалежного програміста.
У 2005, після програшу його команди в конкурсі Northrop Grumman Lunar Lander Challenge на найкращий проєкт космічного корабля, створюваного приватною компанією, Кармак почав працювати в id Software над новим рушієм id Tech 5 для майбутніх ігор Rage і Doom 4. У 2008 році команда, яку очолював Джон Кармак, виграла перший етап конкурсу Northrop Grumman Lunar Lander Challenge, випередивши єдиного опонента, чий літаючий апарат перекинувся в повітрі і впав на землю.

## Ігрові проєкти
Приведені в хронологічному порядку.
| Дата випуску      | Назва                                     | Розробник                  | Видавець             | Посада                             |
| 13 травня 2016    | Doom                                      | Id Software                | Bethesda Softworks   | Не визначена                       |
| 13 вересня 2011   | Rage                                      | Id Software                | Bethesda Softworks   | Не визначена                       |
| 18 серпня 2009    | Wolfenstein                               | Raven Software             | Activision Blizzard  | Не визначена                       |
| Листопада 2008    | Wolfenstein RPG                           | Id Software                | Electronic Arts      | Розробник                          |
| 28 вересня 2007   | Enemy Territory: Quake Wars               | Splash Damage              | Activision           | Програміст                         |
| 1 травня 2006     | Orcs & Elves                              | Fountainhead Entertainment | Electronic Arts      | Продюсер/програміст/сценарист      |
| 18 жовтня 2005    | Quake 4                                   | Raven Software             | Activision           | Технічний директор                 |
| 13 вересня 2005   | Doom RPG                                  | Fountainhead Entertainment | Id Software          | Продюсер/програміст                |
| 3 квітня 2005     | Doom 3: Resurrection of Evil              | Nerve Software             | Activision           | Технічний директор                 |
| 3 серпня 2004     | Doom 3                                    | Id Software                | Activision           | Технічний директор                 |
| 19 листопада 2001 | Return to Castle Wolfenstein              | Id Software                | Activision           | Технічний директор                 |
| 15 грудня 2000    | Quake III: Team Arena                     | Id Software                | Activision           | Програміст                         |
| 2 грудня 1999     | Quake III Arena                           | Id Software                | Activision           | Програміст                         |
| 9 грудня 1997     | Quake II                                  | Id Software                | Activision           | Програміст                         |
| 31 березня 1997   | Doom 64                                   | Midway Games               | Midway Games         | Програміст                         |
| 22 червня 1996    | Quake                                     | Id Software                | Id Software          | Програміст                         |
| 31 травня 1996    | Strife                                    | Rogue Entertainment        | Velocity             | Розробник рушія                    |
| 30 Жовтень 1995   | Hexen                                     | Raven Software             | Id Software          | Розробник 3D-рушія                 |
| 17 червня 1995    | Final Doom                                | Id Software                | GT Interactive       | Програміст                         |
| 23 грудня 1994    | Heretic                                   | Raven Software             | Id Software          | Розробник рушія                    |
| 10 жовтня 1994    | Doom II: Hell on Earth                    | Id Software                | GT Interactive       | Програміст                         |
| 10 грудня 1993    | Doom                                      | Id Software                | Id Software          | Програміст                         |
| 1993              | Shadowcaster                              | Raven Software             | Origin Systems       | Розробник 3D-рушія                 |
| 18 вересня 1992   | Spear of Destiny                          | Id Software                | FormGen              | Розробник програмного забезпечення |
| 5 травня 1992     | Wolfenstein 3D                            | Id Software                | Apogee Software      | Програміст                         |
| 1991              | Catacomb 3-D                              | Id Software                | Softdisk             | Програміст                         |
| 1991              | Commander Keen: Aliens Ate My Babysitter! | Id Software                | FormGen              | Програміст                         |
| 15 грудня 1991    | Commander Keen: Goodbye Galaxy!           | Id Software                | Apogee Software      | Програміст                         |
| 1991              | Commander Keen: Keen Dreams               | Id Software                | Softdisk             | Програміст                         |
| 1991              | Shadow Knights                            | Id Software                | Softdisk             | дизайн/програмування               |
| 1991              | Rescue Rover 2                            | Id Software                | Softdisk             | Програміст                         |
| 1991              | Rescue Rover                              | Id Software                | Softdisk             | Програміст                         |
| 1991              | Hovertank 3D                              | Id Software                | Softdisk             | Програміст                         |
| 1991              | Dangerous Dave in the Haunted Mansion     | Id Software                | Softdisk             | Програміст                         |
| 14 грудня 1990    | Commander Keen: Invasion of the Vorticons | Id Software                | Apogee Software      | Програміст                         |
| 1990              | Slordax: The Unknown Enemy                | Softdisk                   | Softdisk             | Програміст                         |
| 1990              | Catacomb II                               | Softdisk                   | Softdisk             | Розробник                          |
| 1990              | Catacomb                                  | Softdisk                   | Softdisk             | Програміст                         |
| 1990              | Dark Designs II: Closing the Gate         | Softdisk                   | Softdisk             | Програміст/дизайнер                |
| 1990              | Dark Designs: Grelminar's Staff           | Джон Кармак                | Softdisk             | Розробник                          |
| 1990              | Tennis                                    | Джон Кармак                | Softdisk             | Розробник                          |
| 1990              | Wraith: The Devil's Demise                | Джон Кармак                | Nite Owl Productions | Розробник                          |
| 1989              | Shadowforge                               | Джон Кармак                | Nite Owl Productions | Розробник                          |

## Цікаві факти
- У 2003 році Джон Кармак взяв участь у створенні книги Майстри DOOM, хроніки id Software і її учасників.
- У фільмі Doom головного розробника генного відділу, винуватця всіх подій, звуть Тодд Кармак (явна відсилання до Джона).
- Джон Кармак їздить на червоній «Феррарі» з операційною системою, до якої йому надано повний доступ фірмою-виробником цих машин.
- В наш час[коли?] він захоплюється створенням космічних апаратів та участю у конкурсах з їх запуску. Проєкт називається Armadillo Aerospace.
- Кармак — єдиний відомий програміст у світі, який відмовився виконувати плани менеджменту своєї фірми id Software зі створення більш касових ігор, заявивши, що він буде робити Doom (і мав рацію).